# Triphaenopsis sachaliensis
Triphaenopsis sachaliensis är en fjärilsart som beskrevs av Matsumura 1925. Triphaenopsis sachaliensis ingår i släktet Triphaenopsis och familjen nattflyn. Inga underarter finns listade i Catalogue of Life.